# Villa Cerbone
Villa Cerbone è una delle ville costruite nel Settecento lungo il Miglio d'oro di Napoli.
Si trova a San Giorgio a Cremano in via Enrico Pessina.
Originariamente la villa di delizie apparteneva alla famiglia Cariati ed è stata sottoposta agli inizi del Novecento ad un'accurata opera di restauro.
Nonostante abbia assunto con gli anni una veste neoclassica l'impianto della villa è rimasto barocco.
Attraverso il vestibolo, cui si accede dall'ingresso principale, si arriva all'ampio atrio ellittico da cui si dipartono due rampe di scale simmetriche che, nascoste in doppia fodera, conducono ad un secondo atrio posto al piano superiore e perfettamente identico a quello sottostante che funge da disimpegno per i tre appartamenti posti al piano nobile.
Al centro dell'atrio è posto un tondo all'interno del quale si trova un grande affresco risalente all'Ottocento.
Ogni rampa di scale poggia su tre pilastri da cui si dipartono nervature che suddividono la volta del soffitto in sei partiti.
Dal controprospetto è possibile leggere la sagoma ellittica delle pareti perimetrali che ospitano i rampanti.
Nelle pareti curve sono collocate due finestre laterali che conservano tuttora la cornice superiore flessa – di chiara marca barocca - voluta per seguire l'andamento curvo della scala interna. 
Nessuna traccia invece è rimasta del grande giardino della villa che nella mappa del Duca di Noja viene descritto come ampio e completo di statue, busti e sedili.